# Nombre d'Erdős
Ne pas confondre avec la notion de nombre d'Erdős–Nicolas ou celle de nombre d'Erdős-Woods.
Le nombre d'Erdős d'une personne est sa « distance de collaboration » avec le mathématicien hongrois Paul Erdős (1913-1996), mesurée par publication conjointe.

Alice a cosigné un article avec Erdős : son nombre d'Erdős est 1.
Bob a cosigné un article avec Alice mais aucun avec Erdős : son nombre d'Erdős est 2.

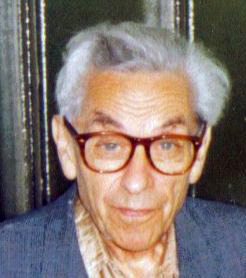
Paul Erdős à Budapest en 1992.

## Définition
Si une personne a un nombre de Erdős qui vaut 1, cela signifie qu'elle a écrit un article de recherche avec Erdős ; un nombre de Erdős égal à 2 signifie qu'elle a cosigné un article avec un collaborateur direct d'Erdős mais pas avec Erdős lui-même, etc.
Plus formellement, le nombre d'Erdős d'une personne peut être défini par récurrence de la façon suivante :
- le nombre d'Erdős de Paul Erdős vaut zéro,
- le nombre d'Erdős d'une personne M est le plus petit nombre d'Erdős de toutes les personnes avec qui M a cosigné un article, plus un,
- si M n'est pas collaborateur direct ou indirect d'Erdős, son nombre d'Erdős est infini.

Même si la notion s'entend essentiellement pour les contemporains ou successeurs de Erdős, une personne morte avant la naissance d'Erdős peut très bien avoir un nombre d'Erdős fini en ayant publié avec des personnes mortes après elle. Par exemple, Frobenius a un nombre d'Erdős de 3. En revanche, des mathématiciens plus anciens comme Euler ou Gauss n'ont pas coécrit d'articles (ce n'était pas la tradition à l'époque) et ont donc un nombre d'Erdős infini.

## Origine
Paul Erdős est l'un des auteurs les plus prolifiques de toute l'histoire des mathématiques. Au cours de sa vie, il rédigea environ 1 500 articles scientifiques, dont la plupart ont été co-signés par des collaborateurs. Beaucoup de ces articles sont considérés comme importants parce que développant des résultats connus.

## Sur les personnes ayant un nombre d'Erdős fini
Plus de cinq cents personnes ont un nombre d'Erdős égal à 1, et le site The Erdös Number Project (cf. infra, Liens externes) recensait, au 26 janvier 2016, 11 002 personnes ayant un nombre d'Erdős égal à 2, tous les récipiendaires de la médaille Fields et du prix Nevanlinna ayant à cette date un nombre d'Erdős inférieur ou égal à 5 et la moyenne étant proche de 3.
Avec la disparition d'Erdős, le 20 septembre 1996, le club des « numéros 1 » a eu du mal à s'agrandir, mise à part l'admission de quelques « traînards » dont les articles cosignés n'étaient pas encore parus. « Quand ces articles seront sortis, affirmait Ronald Graham[Quand ?], nous les examinerons soigneusement afin de nous assurer que personne ne prétende indûment avoir travaillé avec Erdős ».

## Collaborateurs les plus fréquents
Alors qu'Erdős collaborait avec des centaines de co-auteurs, il y avait quelques individus avec qui il a co-écrit des dizaines de papiers. Il s'agit d'une liste des dix personnes qui ont le plus souvent co-écrit avec Erdős ainsi que leur nombre de documents co-écrits avec celui-ci (c'est-à-dire leur nombre de collaborations).
| Co-auteur           | Nombre de collaborations |
| ------------------- | ------------------------ |
| András Sárközy      | 62                       |
| András Hajnal       | 56                       |
| Ralph Faudree       | 50                       |
| Richard Schelp (en) | 42                       |
| Cecil C. Rousseau   | 35                       |
| Vera T. Sós         | 35                       |
| Alfréd Rényi        | 32                       |
| Pál Turán           | 30                       |
| Endre Szemerédi     | 29                       |
| Ronald Graham       | 28                       |

## Autres concepts reliés

### Nombre de Bacon
Le « nombre de Bacon » est une application de la même idée au cinéma, reliant les acteurs qui ont tourné ensemble dans un même film. Il fait référence à l'acteur américain Kevin Bacon, qui a tourné dans de nombreux films. De plus, un petit nombre de personnes ont un nombre d'Erdős-Bacon (en) fini, celles-ci étant reliées aux deux domaines à la fois.

### Graphes de collaboration
Jerry Grossman de l'université d'Oakland à Rochester (Michigan), Marc Lipman et Eddie Cheng étudient quelques questions de la théorie des graphes motivées par ces graphes de collaboration (en).